# Simav Çayı
Der Simav Çayı (auch Susurluk Çayı, Çapraz Çayı) ist ein Zufluss des Marmarameers im Nordwesten der Türkei. In der Antike hieß der Fluss Makestos (latinisiert Macestus) und galt als Nebenfluss des Rhyndakos. Heute mündet der Rhyndakos als Adırnas Çayı in den Unterlauf des Simav Çayı.
Der Fluss entspringt in der Ebene von Simav nordwestlich der Kreisstadt Simav in der Provinz Kütahya. Er fließt anfangs in nordwestlicher Richtung in die Provinz Balıkesir. Der Simav Çayı trennt die Gebirgszüge Eğrigöz Dağı im Norden vom Simav Dağları im Süden.
Er wird drei Kilometer östlich von Sındırgı von der Çaygören-Talsperre aufgestaut. Anschließend wendet er sich nach Norden. Er fließt westlich an der Stadt Bigadiç vorbei. Später passiert er die Städte Kepsut und Susurluk. Im Mittellauf trägt der Fluss auch die Bezeichnung Susurluk Çayı. Der Simav Çayı erreicht die Provinz Bursa. Er passiert die Stadt Karacabey und nimmt anschließend den Adırnaz Çayı von rechts und wenige Kilometer später den Nilüfer Çayı, ebenfalls von rechts, auf. Im Unterlauf heißt der Fluss Çapraz Çayı. Als solcher mündet er schließlich ins Marmarameer.
Der Simav Çayı hat eine Länge von 321 km. Sein Einzugsgebiet umfasst 22.400 km².
Südlich von Susurluk überspannte während der Römerzeit die Makestosbrücke den Fluss.